# Vespertilio sinensis
Vespertilio sinensis és una espècie de ratpenat de la família dels vespertiliònids. Viu a la Xina, el Japó, Corea del Nord, Corea del Sud, Mongòlia, Rússia i Taiwan. Els seus hàbitats naturals són les zones costaneres, l'estepa, les muntanyes, els deserts i els semideserts. És una espècie en risc mínim, és a dir, no sembla que hi hagi cap amenaça significativa per a la seva supervivència. El seu nom específic, sinensis («xinès»), es refereix a la presència d'aquest animal a la Xina.